# Maulette
Maulette este o comună în Franța, situată în departamentul Yvelines din regiunea Île-de-France.

## Geografie

### Locație
Comuna Maulette se situează la 50 km de Paris, în vestul departamentului Yvelines, la jumătatea distanței între Mantes-la-Jolie și Rambouillet, la limita departamentului Eure-et-Loir. Spre vest, ea înconjoară Houdan pe o bună parte a periferiei sale, de la nord-est până la sud.

### Hidrografie
Teritoriul său, situat la granița dintre Mantois și Drouais, este stabilit în valea Vesgre (afluent al Eure) nu departe de confluența sa cu Opton și este, de asemenea, traversat de alți doi afluenți ai Vesgre, pâraiele Sausseron, venind din Richebourg la nord, și Moquesouris. Aceste cursuri de apă au contribuit la crearea unui relief deluros.

### Comune limitrofe
|                                               | Richebourg | Bazainville |
| Houdan                                        |            | Gambais     |
| Boutigny-Prouais Goussainville (Eure-et-Loir) | Dannemarie | Bourdonné   |

### Transport si comunicatii

#### Rețeaua de drumuri
Comuna se află la un nod de comunicații, la intersecția dintre RD 912 și RD 983, care leagă Mantes-la-Jolie de Nogent-le-Roi. De asemenea, este traversată de la est la vest de noul traseu al drumului național 12, o șosea cu caracteristici de autostradă, care ocolește aglomerația Houdan prin sud și dispune de un nod rutier în comuna Maulette, la intersecția cu drumul departamental 983.

#### Serviciul feroviar
Linia feroviară Saint-Cyr - Surdon trece prin teritoriul comunei. Gara feroviară cea mai apropiată este gara din Houdan.

#### Transport în comun
Comuna este deservită de liniile 9, 16, Express 60, 65 și Express 67 ale rețelei de autobuze Centre et Sud Yvelines.

### Clima
În 2010, clima din comună era de tip oceanic al câmpiilor din Centru și de Nord, conform unui studiu a CNRS care se baza pe o serie de date care acoperă perioada 1971-2000. În 2020, Météo-France a publicat o tipologie a climei din Franța metropolitană în care comuna este expusă la un climat oceanic și se încadrează în regiunea climatică sud-vestică a bazinului parizian, caracterizată prin precipitații scăzute, în special în primăvară (120 până la 150 mm) și un iarnă rece (3,5 °C).
Pentru perioada 1971-2000, temperatura medie anuală este de 11 °C, cu o amplitudine termică anuală de 14,4 °C. Cantitatea medie anuală de precipitații este de 654 mm, cu 11 zile de precipitații în ianuarie și 8,1 zile în iulie. Pentru perioada 1991-2020, temperatura medie anuală observată la stația meteorologică situată în comuna Bû la 9 km distanță în linie dreaptă, este de 11,4 °C, iar cantitatea medie anuală de precipitații este de 633,2 mm. Pentru viitor, parametrii climatici estimati pentru comună pentru anul 2050, conform diferitelor scenarii de emisii de gaze cu efect de seră, pot fi consultati pe un site dedicat publicat de Météo-France în noiembrie 2022.

## Urbanism

### Tipologie
Maulette este o comună rurală, deoarece face parte din comunele puțin sau foarte puțin dense, conform grilei comunale de densitate a INSEE (Institutul Național de Statistică și Studii Economice). Ea aparține unității urbane Houdan, o aglomerație intra-departamentală care cuprinde 2 comune și 4.612 locuitori în anul 2017, dintre care este comună suburbană.
De asemenea, comuna face parte din zona metropolitană a Parisului, fiind o comună din coroana metropolitană. Această zonă cuprinde 1.929 de comune.

### Utilizarea terenului simplificată
Teritoriul comunei era compus în 2017 din 83,32% spații agricole, forestiere și naturale, 5,09% spații deschise artificiale și 11,59% spații construite.
Teritoriul este în esență rural (84%) și dedicat în principal culturii de cereale. Este foarte puțin împădurit, aproximativ 5%, în principal în fundul văii Vesgre.
Habitatul este concentrat în satul principal, adiacent aglomerației Houdan, de-a lungul drumului departamental 912, fostul drum național 12, și secundar în cătunul Thionville-sur-Opton, în partea de sud a comunei. Acesta constă în principal din locuințe individuale.

## Toponimie
Numele localității este atestat sub formele Maulia le Chamberill în secolul al XIII-lea și Mautelle în 1801.

## Istorie
Deputatul nobilimii, François Petau de Maulette, s-a născut în Maulette și a fost seniorul satului din 1783 până în 1789.
În 1964, comuna Thionville-sur-Opton a fost desființată și anexată la Maulette.

## Administrație

### Organe administrative și judiciare
Comuna Maulette aparține cantonului Bonnières-sur-Seine și este atașată comunității de comune din ținutul Houdan.
Din punct de vedere electoral, comuna este atașată celei de-a noua circumscripții a departamentului Yvelines, o circumscripție cu predominanță rurală situată în nord-vestul departamentului Yvelines.
Pe plan judiciar, Maulette face parte din jurisdicția instanței din Mantes-la-Jolie și, ca toate comunele din Yvelines, se supune tribunalului judiciar și tribunalului comercial din Versailles.

### Date demografice

#### Evoluția demografică
Evoluția numărului de locuitori este cunoscută prin recensămintele populației efectuate în comună începând din 1793. Pentru comunele cu mai puțin de 10 000 de locuitori, un recensământ al întregii populații este realizat la fiecare cinci ani, populațiile legale pentru anii intermediari fiind estimate prin interpolare sau extrapolare. Pentru comună, primul recensământ exhaustiv în cadrul noului dispozitiv a fost realizat în 2005.
În 2021, comuna număra 1049 locuitori, în creștere cu 16,04% față de 2015 (Yvelines: +2,04%, Franța fără Mayotte: +1,84%).
| An        | 1793 | 1821 | 1841 | 1856 | 1872 | 1886 | 1901 | 1921 | 1936 | 1962 | 1982 | 2006 | 2015 | 2021 |
| --------- | ---- | ---- | ---- | ---- | ---- | ---- | ---- | ---- | ---- | ---- | ---- | ---- | ---- | ---- |
| Populație | 218  | 206  | 272  | 304  | 281  | 310  | 309  | 342  | 311  | 345  | 699  | 752  | 904  | 1049 |

#### Piramida vârstei
În 2018, rata persoanelor cu vârsta sub 30 de ani era de 38,3%, peste media departamentală de 38%. În schimb, rata persoanelor cu vârsta peste 60 de ani era de 20,8% în același an, comparativ cu 21,7% la nivel departamental.
În 2018, comuna avea 501 bărbați și 491 femei, adică un procent de 50,5% bărbați, ușor peste procentul departamental de 48,68%.

## Cultura și patrimoniul local

### Locuri si monumente
- Biserica Saint-Pierre: biserică cu navă simplă, având un turn-clopotniță cu bulb hexagonal.
- Biserica Saint-Nicolas: edificiu din secolul al XV-lea situat în Thionville, trunchiat, din care doar absida a fost conservată.
- Castelul din Maulette: construcție din secolul al XVI-lea, cu un etaj, flancată de două turnulețe de colț, ale cărei anexe sunt utilizate ca fermă.

### Heraldică
|  | Maulette - de azur, cu trei trandafiri de argint și partea de sus de aur cu o acvilă neagră ieșind. |

## Personalități născute aici
- François Petau de Maulette⁠(d) (1742 - 1805), deputat în Stările Generale.